# 弗洛雷亚·杜米特拉凯
弗洛雷亚·杜米特拉凯（羅馬尼亞語：Florea Dumitrache，1948年5月22日—2007年4月26日），罗马尼亚男子足球运动员，司职前锋。他曾代表罗马尼亚国家队参加1970年国际足联世界杯，结果队伍止步小组赛阶段。